# Эфраим Могале (местный муниципалитет)
Эфраим Могале  (Ephraim Mogale) — местный муниципалитет в районе Секхукхуне провинции Лимпопо (ЮАР). До 28 января 2010 года назывался «Большой Марбл-Хол». Переименован в честь известного южноафриканского борца с апартеидом Эфраима Могале (1959—2003). Административный центр — Марбл-Хол. По территории муниципалитета протекает река Улифантс, на которой построена дамба Флаг Бошиело и крупное водохранилище, привлекательный туристический и спортивный объект. Экономика муниципалитета основывалась на открытом в 1920 году месторождении мрамора, эксплуатацию которого с конца 1920-х годов вела Marble Lime Company, в 1942 году был основан посёлок Марбл-Холл. Экономика XXI века строится в основном на доходах от туризма и бюджетных трансферах. Доходы бюджета на 2025 год запланированы в сумме 396,9 млн. южноафриканских рэндов (по курсу на начало 2025 года примерно 21 млн. долларов США). Богатое историческое и культурное наследие местного населения представлено в музее горного дела и в Центре искусств и ремёсел.